# Trogosus
Trogosus — вимерлий рід тілодонтових ссавців. Скам'янілості були знайдені у Вайомінгу, штат Каліфорнія і Британській Колумбії і датуються еоценом між 54.8 і 33.7 мільйонами років тому.
Трогоз був травоїдною твариною, схожою на ведмедя, з великим коротким черепом і плоскими стопами, мав череп довжиною 35 см і приблизною вагою тіла 150 кг. У нього були великі різці, схожі на гризунів, які продовжували рости протягом усього життя істоти. Судячи з сильно зношених корінних зубів, трогоз харчувався грубим рослинним матеріалом, таким як коріння та бульби.